# Kocabaş (Honaz)
Kocabaş (türkisch für riesiges Haupt) ist eine Kleinstadt im Landkreis Honaz der türkischen Provinz Denizli. Kocabaş liegt etwa 26 km nordöstlich der Provinzhauptstadt Denizli und 10 km nordöstlich von Honaz. Kocabaş hatte laut der letzten Volkszählung 6.559 Einwohner (Stand Ende Dezember 2010).
Das Verwaltungsgebiet von Kocabaş gliedert sich in drei Stadtteile, Cumhuriyet Mahallesi, Demokrasi Mahallesi und Hürriyet Mahallesi, die jeweils von einem Muhtar verwaltet werden.